# Mauronto
Mauronto  è un nome proprio di persona italiano maschile.

## Varianti in altre lingue
- Basco: Maronta[1]
- Catalano: Mauront[1]
- Francese: Mauronte, Mauront
- Latino: Maurontus
- Spagnolo: Mauronto[1]

## Origine e diffusione
Deriva dal termine greco μαύρον (mauron), che vuol dire "moro", "di carnagione scura", e ha quindi lo stesso significato del nome Mauro. Altre fonti lo considerano invece un nome di origine romanza.

## Onomastico
L'onomastico si può festeggiare in memoria di più santi, alle date seguenti:
- 9 gennaio, san Mauronto, monaco benedettino presso Saint-Florent-le-Vieil[3]
- 5 maggio, san Mauronto, figlio di sant'Adalbaldo, monaco a Marchiennes e poi a Breuil-sur-lys, presso Douai[1][3][4]
- 21 ottobre, san Mauronto, abate di San Vittore e poi vescovo di Marsiglia[3][4]

## Persone
- Mauronto di Douai, monaco ed abate franco del VII secolo
- Mauronto di Marsiglia, abate e vescovo francese
- Mauronto di Provenza, conte di Vienne e duca di Provenza